# 大阿賀橋
大阿賀橋（おおあがばし）は、新潟県新潟市の阿賀野川に架かる新潟県道46号新潟中央環状線の橋長887.9 m（メートル）の道路橋梁。東詰側は北区大迎、西詰側は江南区小杉に位置する。

## 概要
橋長887.9 m、幅員11.5 m を有する鋼製の桁橋。開通以来、上流側の橋梁を使用した暫定2車線で供用している。このため現在は歩道部も、上流側のみを供用している。
当橋梁の下流側には新潟県道3号新潟新発田村上線の泰平橋、白新線の阿賀野川橋梁と日本海東北自動車道の阿賀のかけはしが、上流側には新潟県道586号水原亀田線の横雲橋がそれぞれ架橋されている。
架橋地点の計画高水流量13 000 m3/sから基準径間長を算出して上部工形式を5種12案から比較し、鋼4径間連続箱桁が選定された。このため、固定橋脚を1か所にすると基礎・下部工が極めて大きくなることから多脚固定案を比較し、ダンパーを用いない3か所を固定橋脚とする案が選定された。上部工はウェブ間隔が3.0 mを超えない条件のもと、可能な限りウェブを少なくし、走行頻度の高い位置にウェブを設けること、桁の輸送時を考慮し、横幅3.3 mを超えないことを念頭に置いた。また、左岸側は当初、堤防兼用道路の新潟村松三川線と平面交差することから、縦断勾配と桁下高の制約から左岸側1連は桁高を不等とした。
本橋の基礎設計は1984年（昭和59年）に実施したため設計荷重がTL-20となっていたが、新潟大外環状線の役割や交通量増大が予測されることからB活荷重への対応が必要となり、増加する活荷重の増大に対し、I形鋼格子床版を採用しその分の死荷重を軽減することとした。
- 形式 - 鋼4径間連続箱桁桁橋3連
- 活荷重 - B活荷重
- 道路規格 - 第3種第3級[2]
- 設計速度 - 50 km/h
- 橋長 - 887.900 m
  - 支間割 - 3× ( 4×73.700 m )
- 床版 - I形鋼格子床版
- 幅員
  - 総幅員 - 11.500 m
  - 有効幅員 - 10.500 m
  - 車道 - 7.500 m（2車線）
  - 歩道 - 片側3.000 m
- 斜角 - 90度
- 平面線形 - 直線
- 横断勾配 - 2.0 %
- 橋台 - 逆T式橋台（鋼管杭基礎）
- 橋脚 - 張出式橋脚（オープンケーソン）
- 施工 - 石川島播磨重工業・片山ストラテック・栗本鐵工所・高田機工・瀧上工業・住友重機械工業・日本鋼管・松尾橋梁・宮地鐵工所・横河ブリッジ
- 架設工法 - トラッククレーンベント工法・フローティングクレーンベント工法
- 総鋼重 - 3744 t

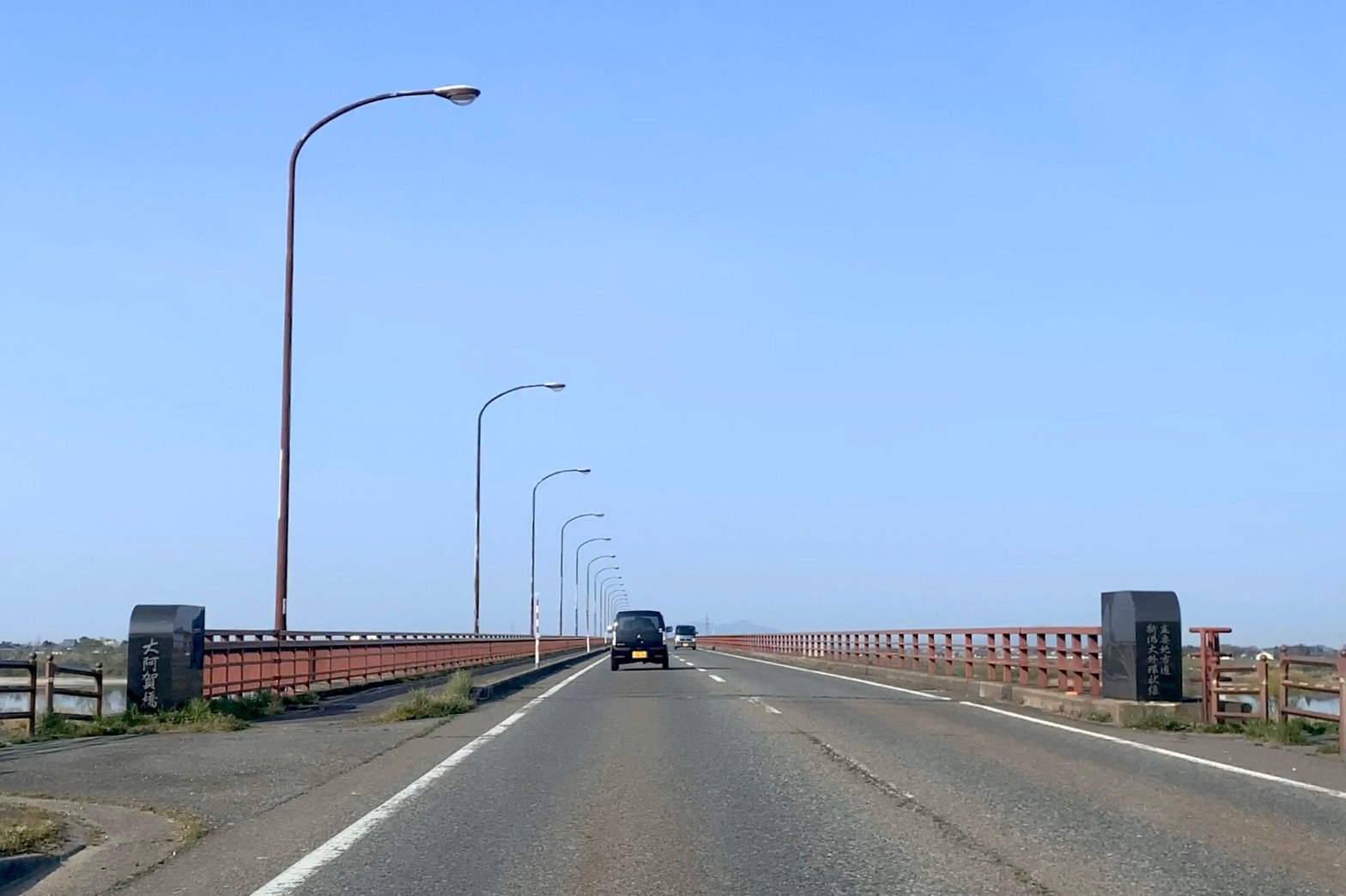
右岸側から（2020年4月）
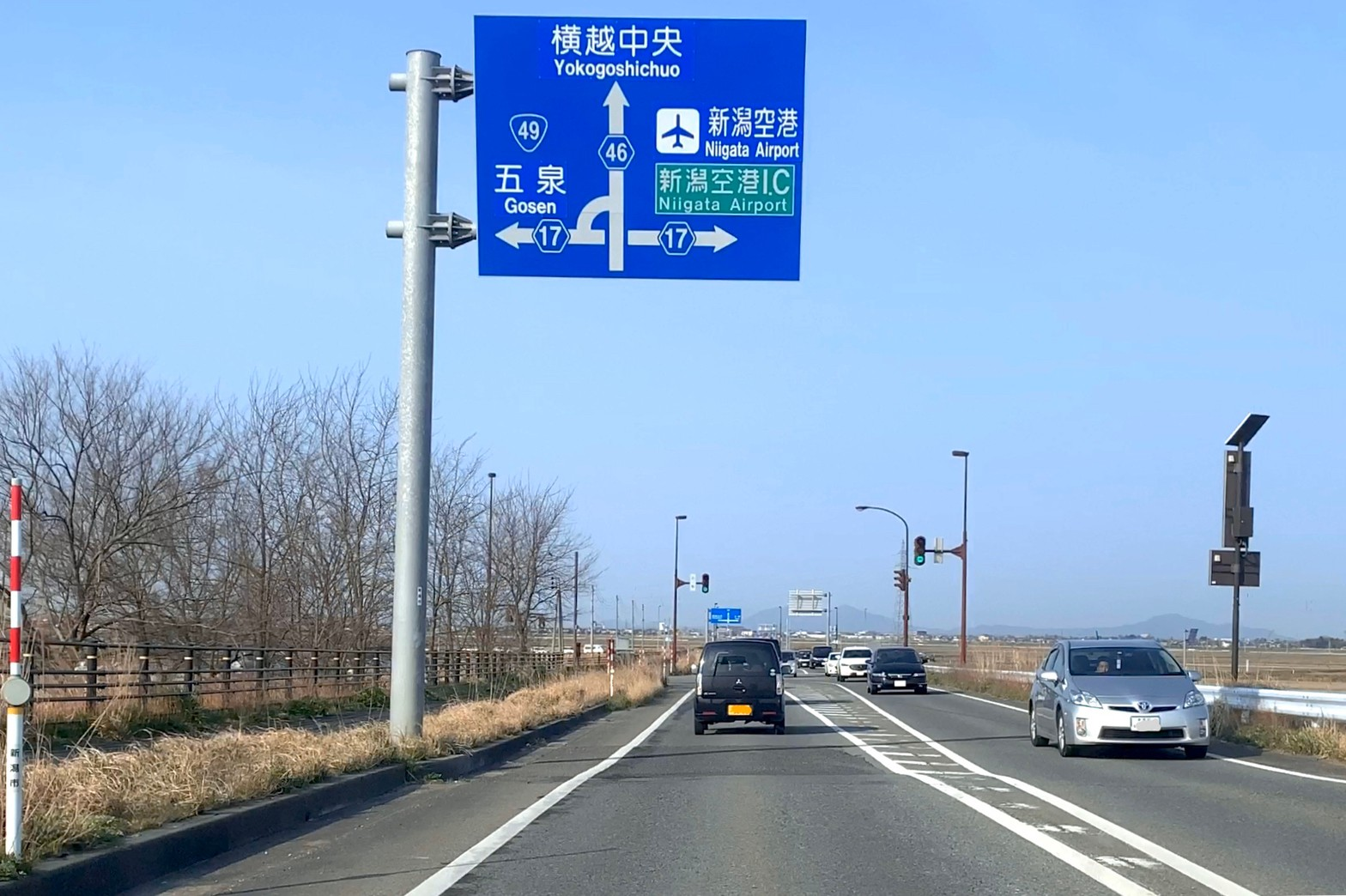
左岸側の立体交差を示す標識（2020年4月）
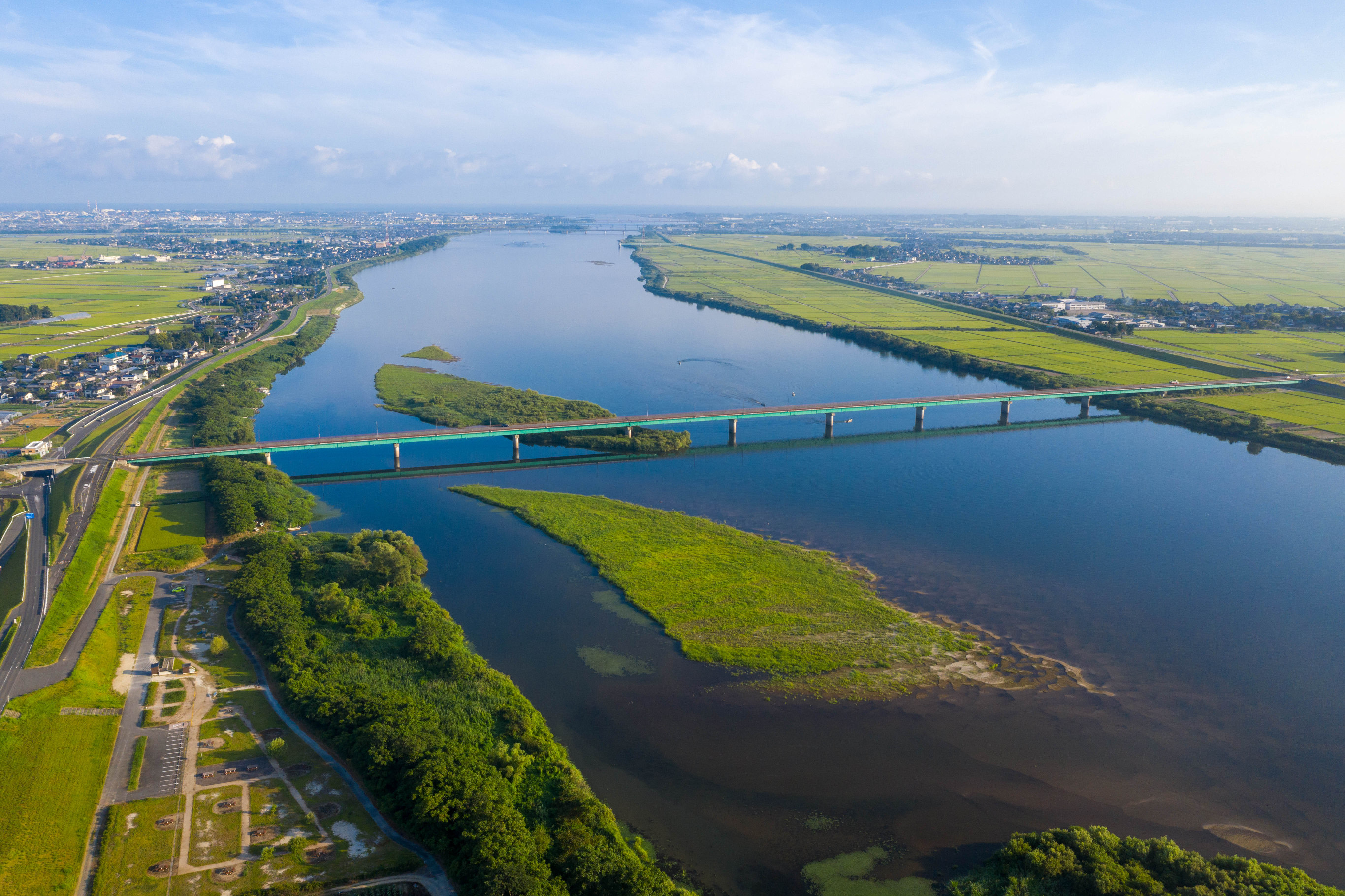
上流側からの全景（2019年8月）

## 歴史
架設地点では元来、昭和30年代まで大阿賀橋下流に渡船により両岸が結ばれており両岸を結ぶ重要な交通手段を担っていたが、下流の泰平橋、上流の横雲橋が整備されたことや自動車交通が盛んになると渡船は廃止され、交流も途絶えた。その後、まず、人が渡れるだけの橋を求め、両岸の自治会により大阿賀橋建設地元期成同盟会が1970年（昭和45年）に結成され、橋建設に向けた運動が高まった。
大阿賀橋は1982年度（昭和57年度）に事業化され、1984年度（昭和59年度）に着工した。その後1993年（平成5年）に主要地方道大外環状線となり、計画が急進展することになった。
主要地方道大外環状線は、北区の新潟東港からほぼ同心円状に市域郊外を結びながら西蒲区の角田浜に至る路線であり、将来的には全線を2車線もしくは4車線によるバイパス道路として整備する予定で、大阿賀橋はこのバイパス化の一環として、豊栄市（当時、現北区）浦木から当橋梁までの区間が開通したのと同時に1997年（平成9年）7月16日に供用を開始した。西詰側は当初、阿賀野川の左岸堤防上を経由する新潟県道17号新潟村松三川線と堤防上で平面交差していたが、車線数が少ないため交通上障害が生じやすく、また将来の環状線の延伸などを見込んで、2004年に西詰部分を520 m延伸して広域農道と接続する と共に、新潟村松三川線との接続部を堤防下へ移設して立体交差する方式に変更され、相互間を接続する交差点を西詰築堤の終端部付近に増設した。
大外環状線はその後、2012年（平成24年）9月11日に路線名が新潟中央環状線に変更された。